# Ceriana javana
Ceriana javana är en tvåvingeart som först beskrevs av Christian Rudolph Wilhelm Wiedemann 1824.  Ceriana javana ingår i släktet griffelblomflugor, och familjen blomflugor. Inga underarter finns listade i Catalogue of Life.